# Sestakovaia hyrcania
Sestakovaia hyrcania – gatunek pająka z rodziny obniżowatych. Zamieszkuje Iran.

## Taksonomia
Gatunek ten opisany został po raz pierwszy w 2021 roku przez Alirezę Zamaniego i Jurija Marusika na łamach „ZooKeys”. Nazwę rodzajową nadano na cześć słowackiej arachnolog, Anny Šestákovej, zaś epitet gatunkowy pochodzi od Hyrkanii. Opisu dokonano na podstawie pojedynczego samca odłowionego w 1972 roku. Jako lokalizację typową wskazano okolice Shahpasandu w irańskim ostanie Golestan.

## Morfologia i zasięg
Pająk o ciele długości 4,4 mm przy karapaksie długości 2,1 mm i szerokości 1,6 mm. Karapaks jest jasnobrązowy z ciemniejszymi podużnymi przepaskami przykrawędziowymi. Szczękoczułki są jasnobrązowe, pozbawione modyfikacji, osiągające około ⅓ długości karapaksu. Barwa wargi dolnej, szczęk i sternum jest jasnobrązowa. Odnóża są żółtawobrązowe z licznymi ciemniejszymi łatkami. Kolejność par odnóży od najdłuższej do najkrótszej to: IV, I, III, II. Wierzch opistosomy (odwłoka) jest szarawy z jaśniejszymi szewronami, spód zaś jaśniejszy, pozbawiony wzoru. Kądziołki przędne są jednolicie jasnoszare. Nogogłaszczki samca są krótkie, nie dłuższe niż karapaks. Ich goleń ma zakrzywioną niemal pod prostym kątem apofizę retrolateralną ze spiczastym wierzchołkiem skierowanym grzbietowo-przednio. Cymbium jest 1,6 raza dłuższe niż szerokie, a bulbus 1,3 raza dłuższy niż szeroki. Na tegulum występuje długa, haczykowato zwieńczona apofiza tegularna oraz szeroka apofiza przednia. Duży, blaszkowato-błoniasty konduktor prawie dorównuje szerokością radix. Zarówno embolus, jak i wyrostek embolarny są szersze niż u S. annulipes.
Gatunek palearktyczny, znany jest tylko z miejsca typowego na północy Iranu.